# Widły (narzędzie)

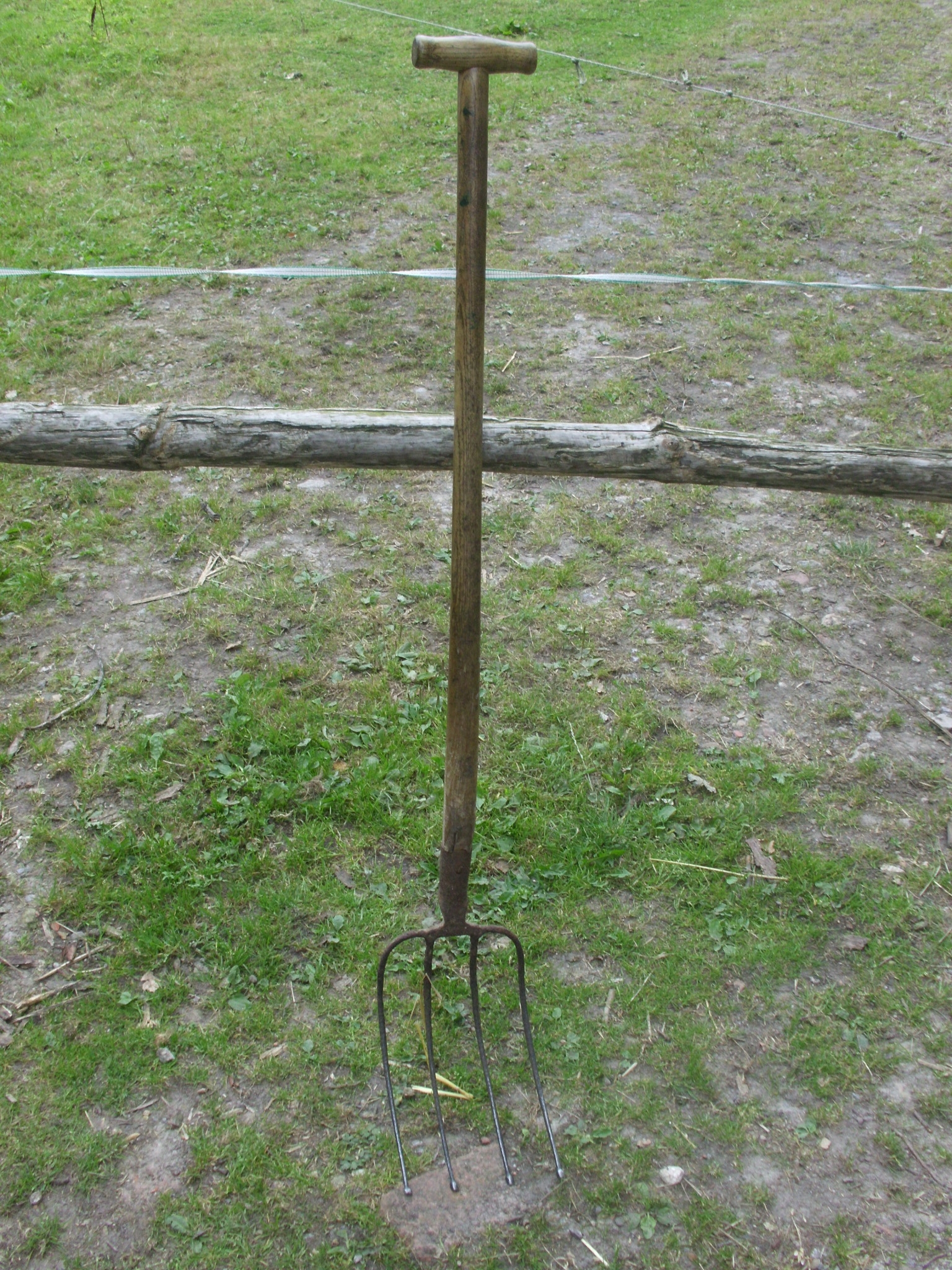
Widły

Widły – ręczne narzędzie rolnicze, składające się z drzewca oraz metalowej końcówki z długimi, lekko zakrzywionymi ku przodowi zębami. Widły służą do zagarniania, zbierania, przenoszenia, przerzucania, załadunku produktów rolniczych takich jak: siana, słomy, liście buraków, obornika. Mogą być używane do spulchniania gleby. W przeszłości używano również wideł wykonanych w całości z drewna.
W zależności od zastosowania, widły mają od 2 do kilkunastu zębów o różnej odległości między zębami. Widły dwuzębne (dwójki) z krótkimi zębami są najodpowiedniejsze do związanej, a także sprasowanej słomy lub siana (snopy, wiązki), natomiast trójzębne do nieprasowanego siana lub słomy luźnej zawierającej wiele długich źdźbeł. Widły z czterema lub pięcioma zębami stosowane są do materiałów zawierających drobne elementy, np. obornik.
Specjalne widły, z zębami zakończonymi kulkami, zwane gablami, stosuje się do buraków i ziemniaków, a także innych sypkich materiałów.
Widły amerykańskie, o płaskich i prostych zębach, są stosowane podobnie jak szpadel np. do przekopywania ziemi w ogrodnictwie.